# 津島市立暁中学校
津島市立暁中学校（つしましりつ あかつきちゅうがっこう）は、愛知県津島市唐臼町囲外にある公立中学校。1987年に津島市立藤浪中学校から分離し開校。

## 部活動

### 常設

#### 運動部
- 野球部（男）
- サッカー部（男）
- バレーボール部（女）
- 男子バスケットボール部（男）
- 女子バスケットボール部（女）
- ソフトテニス部（女）
- 卓球部（男）
- 弓道部（男・女）
- 柔道部（男・女）

#### 文化部
- 吹奏楽（男・女）
- 美術部（男・女）
- 家庭科部（男・女）

### 特設
- 陸上
- 駅伝
- 相撲

## 主な学校行事
| - 4月 - 入学式・始業式 オリエンテーション（1年） - 5月 - 修学旅行（3年） - 6月 - 前期中間テスト 前期ベーシックテスト 社会見学（1年） 職場体験学習（2年） - 7月 - 親子除草作業 - 8月 - 夏季休業 - 9月 - 親子除草作業 前期期末テスト 学校祭（体育祭・文化祭） | - 10月 - 和楽器体験学習（1年） - 11月 - 実力テスト 後期中間テスト - 12月 - 後期ベーシックテスト 冬季休業 - 1月 - 冬季休業 実力テスト（冬休み課題テスト） - 2月 - 学年テスト 3年生を送る会 - 3月 - 卒業式 修了式 学年末休業 |

## 校歌
- 作詞：校歌制定委員会　作曲：服部勇次

## 主な出身者
- 加藤光将（柔道選手）
- 水谷瞬（プロ野球選手　福岡ソフトバンクホークス→北海道日本ハムファイターズ）